# Baldratia dendroides
Baldratia dendroides är en tvåvingeart som beskrevs av Fedotova 1992. Baldratia dendroides ingår i släktet Baldratia och familjen gallmyggor.
Artens utbredningsområde är Turkmenistan. Inga underarter finns listade i Catalogue of Life.